# Fabian Bourzat
Fabian Bourzat (Nantes, 1980. december 19. –) francia jégtáncos, aki 2001 óta Nathalie Péchalat párja a jégen. Nathalie-val kétszeres Európa-bajnokok (2011, 2012), kétszeres világbajnoki bronzérmesek (2012, 2014), a 2010-es Grand Prix Döntő ezüstérmesei és négyszeres bronzérmesek (2009, 2012-2014), valamint  többszörös francia bajnokok (2009, 2011-2014). Muriel Zazouinak köszönhetően talált egymásra a két táncos, akik 2008-ban Moszkvába költöztek, hogy Alekszandr Zsulinnal folytassák tovább a közös munkát.

## Programjai

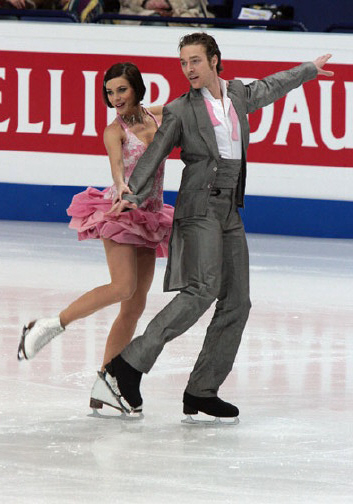
Péchalat és Bourzat 2009-es Európa-bajnokságon

| Szezon    | Rövid program | Szabad program | Gála |
| --------- | --- | --- | --- |
| 2013–2014 | Big Spender Cy Coleman & Dorothy Fields Sing Sing Sing Louis Prima Mein Herr John Kander                                         | Caroussel (a "Cirque du Soleil" előadásában) Benoit Jutras Droit de Cite Raphael Beaun & Max Steiner Jeux Interdits Fernando Sor A kis herceg és a rózsája Maxime Rodriguez | |
| 2012–2013 | Polka: Gaîté parisienne Jacques Offenbach Waltz: Sous le ciel de Paris Yves Montand                                              | Rolling Stones válogatás: Miss You Angie Sympathy for the Devil Start Me Up                                                                                                 | People Are Strange The Doors                                                                                                |
| 2011–2012 | "Carnival in Rio" Mas que Nada composed by Jorge Ben performed by Sérgio Mendes Batucada by Abacaxi Real In Rio by Sérgio Mendes | "Mummy and Pharaoh" Passion by Peter Gabriel In The Garden by Narada World Le retour de Punt by Bernard Becker Alf Layla Wa Layla by Ahmad Sidqi                            | George of the Jungle |
| 2010–2011 | Lara's Theme Doktor Zsivágó soundtrack by Maurice Jarre Amélie soundtrack by Yann Tiersen Fuga y Misterio by Ástor Piazzolla     | City Lights medley performed by London Symphonic Orchestra | George of the Jungle |
| Szezon    | Original program | Szabad program | Gála |
| 2009-2010 | Thank God, I'm a Country Boy Roy Rivers & Dolly Parton It's not over now Dale Watson                                             | Kika Ezekiel Rekviem egy álomért Clint Mansell Time Maxime Rodriguez | Circus program: La Notte di Favola Nicola Piovani La Marche des Gladiateurs Jonglage Maxime RodriguezAndy Les Rita Mitsouko |
| 2008-2009 | It Don't Mean a Thing Puppini Sisters                                                                                            | La Notte di Favola Nicola Piovani La Marche des Gladiateurs Jonglage Maxime Rodriguez                                                                                       | Mummy Claude Challe Andy Les Rita Mitsouko                                                                                  |
| 2007-2008 | Le Gitare al viento & Blanca de Plata Guadiana Imagen del recuerdo Jose Merce                                                    | Organ Donor DJ Shadow Marla & Space Monkeys Michael Simpson & John King | Mummy Claude Challe |
| 2006-2007 | Mi Buenos Aires Querido Carlos Libendinsky Escualo Astor Piazzolla                                                               | Four Seasons Assen Merzouki | La Majorette Bénabar |
| 2005-2006 | Latin mix | Nyomorultak | Mon cinema Claude Nougaro                                                                                                   |
| 2004-2005 | Slow fox and Charleston | Macskák Andrew Lloyd Webber | Mon cinema Claude Nougaro                                                                                                   |
| 2003-2004 | Swing Brother Swing C. MacGill If Can't Have You E. James                                                                        | Babalu Chano Dance of the Soldiers Red Army Choir Hasta Siempre S. Brave Demasia da Corazon W. de Ville                                                                     | |
| 2002-2003 | Masquerade Aram Hacsaturján Tritsch Tratsch Polka Ifj. Johann Strauss                                                            | Buddha Bar Claude Challe | |

## Eredményei

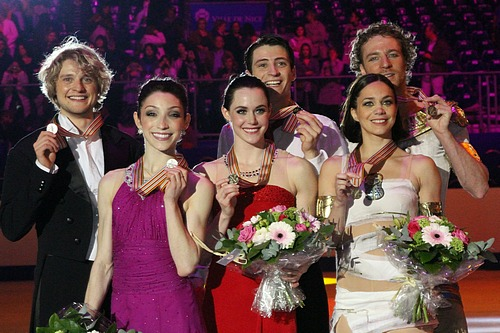
Nathalie és Fabian éremátadás után a 2012-es Világbajnokságon.

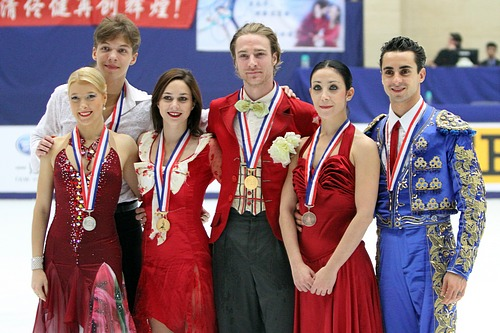
Péchalat és Bourzat a 2010-es Cup of China Grand Prix versenyen.

| Event                 | 2002-03 | 2003-04 | 2004-05 | 2005-06 | 2006-07 | 2007-08 | 2008-09 | 2009-10 | 2010–11 | 2011–12 | 2012-13 | 2013-14 |
| --------------------- | ------- | ------- | ------- | ------- | ------- | ------- | ------- | ------- | ------- | ------- | ------- | ------- |
| Téli Olimpiai Játékok |         |         |         | 18.     |         |         |         | 7.      |         |         |         | 4.      |
| Világbajnokság        |         | 20.     | 19.     | 15.     | 12.     | 7.      | 5.      | 4.      | 4.      | 3.      | 6.      | 3.      |
| Európa-bajnokság      |         |         | 12.     | 11.     |         | 5.      | 4.      | 4.      | 1.      | 1.      | WD      |         |
| Francia Bajnokság     | 3.      | 3.      | 2.      | 2.      | 2.      |         | 1.      |         | 1.      | 1.      | 1.      | 1.      |
| French Masters        | 2.      | 3.      | 1.      | 2.      |         | 2.      | 2.      | 1.      | 1.      |         |         |         |
| Grand Prix Döntő      |         |         |         |         |         | 6.      |         | 3.      | 2.      | 3.      | 3.      | 3.      |
| Trophee Eric Bompard  | 9.      | 8.      | 8.      | 5.      | 7.      |         |         | 2.      | 1.      | 2.      | 1.      | 3.      |
| Cup of China          |         |         |         |         |         |         |         |         | 1.      |         | 1.      | 1.      |
| Skate Canada          | 11.     |         |         |         |         |         | 3.      | 2.      |         | WD      |         |         |
| NHK Trophy            |         |         |         |         |         |         | 2.      |         |         |         |         |         |
| Skate America         |         |         |         |         | 3.      | 2.      |         |         |         | 2.      |         |         |
| Cup of Russia         |         |         |         | 5.      |         | 2.      |         |         |         |         |         |         |
| Finlandia Trophy      |         |         |         |         |         |         |         |         | 1.      |         |         |         |
| ebelhorn Trophy       |         |         |         |         |         |         |         |         | 1.      |         |         |         |